# Химачал Прадеш
Химачал Прадеш (на хинди: हिमाचल प्रदेश, „Земя на снежните планини“; на английски: Himachal Pradesh) е щат в Северозападна Индия, граничещ с Джаму и Кашмир на север, Пенджаб на запад и югозапад, Харяна и Утар Прадеш на юг, Утаракханд на югоизток и Китай (Тибет) на изток. Химачал Прадеш е част от Пенджаб до 1972 г., когато се превръща в 18-ия щат на Индия. Столицата Шимла е била лятната столица на Британска Индия. Химачал Прадеш е сред най-богатите по доход на глава от населението щати в Индия. Поради изобилието на речни ресурси продава електричество от ВЕЦ на Делхи, Пенджаб и Раджастан. Икономиката на щата е силно зависима от ВЕЦ, туризма и земеделието. Според проучване на Прозрачност без граници Химачал Прадеш е вторият най-некорумпиран щат след Керала.

## История
През Средновековието на територията на днешен Химачал Прадеш съществува независимо царство, което е завладяно от мюсюлманските нашественици през 10 век. Тимур и Сикандер Лоди също завладяват щата по-късно.
Гуркхите, които идват на власт в Непал през 1768 г. и присъединяват Шимла и Сирмур, но не успяват да завземат Кангра. След Англо-сикхската война през 1846 г. територията на Химачал Прадеш влиза в сферата на британците. Управителите на Чамба, Биласпур, Бхагал и Дхами помагат на британците по време на индийското въстание от 1857 г., а управителят на Бушар им се противопоставя. Територията на Химачал Прадеш е анексирана от британците след прокламацията на кралица Виктория от 1858 г. Княжествата Чамба, Манди и Биласпур осъществяват прогрес под владичеството на британците. По време на Първата световна война жителите на щата допринасят с хора и материали за британското военно участие.
Територията става провинция под името Химачал Прадеш на 15 април 1948 г., на 26 януари 1950 г. е присъединена към Пенджаб, на 1 ноември 1956 г. става съюзна територия, а на 25 януари 1971 г. се превръща в равноправен щат, след приемането на закон за това на 18 декември 1970 г.
През 1959 г. тибетският Далай Лама Тензин Гяцо бяга от страната си и се заселва в Дхарамсала, наречена по-късно „малката Лхаса“, поради заселването на тибетски бежанци и установяването на седалището на тибетското правителство в изгнание.

## География
Химачал Прадеш е разположен в подножието на западните Хималаи. Климатът варира от субтропичен до субарктичен в зависимост от надморската височина. В Дхарамсала вали много дъжд, докато Лахаул и Спити са студени и почти без валежи. В Химачал Прадеш има три сезона:
студен сезон, горещ сезон и дъждовен сезон. Лятото е от средата на април до края на юни със средна температура между 28 °C и 32 °C (с изключение на високите планински части). Зимата продължава от края на ноември до средата на март. Снеговалежът е често явление над 2200 м. Химачал Прадеш е част от басейните на Инд и Ганг, чиито притоци са Ченаб, Рави, Беас, Сутледж и Ямуна. Реките текат целогодишно, подхранвани от ледници и от дъждовете им. По бреговете им има гъста растителност.
Около 68% от територията на щата е покрита от гори. В щата има 1200 вида птици и 359 вида други животни, включително леопарди, мускусни елени и монал (птицата-символ на щата). В щата има 12 големи национални парка и резервата, сред които Големият национален парк в окръг Кулу създаден, за да запази флората и фауната на основаната Хималайска верига и националния парк Пин Вали, създаден, за да запази флората и фауната на студената пустиня. Из целия щат са разпръснати овощни градини и градини за отглеждане на цветя.

## Правителство и политика
Правителството на Химачал Прадеш се състои от назначен от индийския президент губернатор със символична власт, главен министър и министерски съвет, избрани в съответствие с контрола върху законодателното събрание, което има 68 места, с мандат от 5 години. През 2003 г. щатските избори са спечелени от Индийския национален конгрес и Вибхадра Сингх става главен министър. През 2007 г. Партията Бхаратия
Джаната печели 41 от 68-те места в събранието и Прем Кумар Дхумал встъпва в поста главен министър на 30 декември 2007 г.

## Икономика
Химачал Прадеш е на четвърто място по доход на глава от населението сред щатите в Индия. Земеделието осигурява 45% от продукцията на щата. Основните култури са пшеница, царевица, ориз и ечемик.
Химачал има голяма традиция на занаяти, които произвеждат вълнени и пашмина шалове, килими, сребърни и метални съдове, бродерия, обувки от трева, картини в стил Кангра и Гомпа, дървени и метални изделия за домакинството и др.
Химачал е изключително богат на водноелектрически ресурси. Има 25% от потенциала на Индия в това отношение. Оценено е, че 20 300 MW могат да бъдат генерирани чрез изграждането на големи, средни и малки язовири в петте речни басейна.
Брутният вътрешен продукт на Химачал Прадеш е оценен на 254.35 млрд. индийски рупии за 2007 г., ръст със 10,4% спрямо 2005 г.
В Химачал Прадеш има три летища: Бхунтар, Гагал и Джубархати, които имат полети до Делхи и Чандигарх, но нямат международни полети.
В Шимла се намира единствената естествена ледена пързалка в Азия.

## Демография
Населението на Химачал Прадеш през 2001 г. е 6 077 248 души и показва растеж от 17,53% в периода 1991 – 2001. Съотношението на мъже към жени е 1000/970, а през 1991 г. е била 1000/976. Грамотността нараства от 63,94% през 1991 г. до 77,13% през 2001 г. Смъртността при бебетата намалява от 118 през 1971 г. до 62 през 1999 г. Раждаемостта намалява от 37. 3 през 1971 г. до 22.6 през 1998 г., под средната за страната от 26.5. Смъртността намалява от 15.6 през 1971 г. до 7.7 през 1998 г. Броят деца на една жена спада за същия период от 4.7 на 3.6.
95% от населението са индуисти, 2% мюсюлмани, по 1,2% будисти и сикхи. Химачал Прадеш има най-голям процент индуисти в Индия. Основните езици са хинди, пенджабски, пахарски, догри, кангрийски.

## Образование
Химачал Прадеш е първият щат направил основното образование достъпно за всяко едно дете.  В Химачал Прадеш има над 10 000 основни училища и 2300 средно училища. Правителството на щата е решило да отвори три колежа за медицински сестри, за да засили здравната система. В щата съществува Здравният колеж и болница Индира Ганди, както и зъболекарски институт. Университета на Химачал Прадеш и националният технологичен институт в Хамирпур са сред първите висши училища в щата. Лесо-овощарският университет Д-р Яшвант Сингх Пармар си е спечелил репутация из цяла Индия за качеството образованието си в тази област.

## Статистика
- Създаден: 25 януари 1971 г.
- Територия: 55 780 km²
- Столица: Шимла
- Най-голям град: Шимла
- Население: 6 077 248; гъстота на населението: 109 души/km²
- Езици: хинди, пахарски
- Законодателен орган (места): еднокамерен (68)
- Окръзи: 12: Кангра, Хармипур, Манди, Биласпур, Уна, Чамба, Лахул и Спити, Сирмаур, Кимаур, Кулу, Солан и Шимла.